# Orthonama roseimedia
Orthonama roseimedia là một loài bướm đêm trong họ Geometridae.